# مرور سالانه حشره‌شناسی
مرور سالانه حشره‌شناسی (به انگلیسی: Annual Review of Entomology) یک مجله دانشگاهی با داوری همتا است که مقاله‌های مروری در مورد حشره‌شناسی، مطالعه حشره را منتشر می‌کند.